# Меркурий-Атлас-1
Меркурий-Атлас-1 — суборбитальный беспилотный полет корабля на ракете-носителе США Атлас D по программе Меркурий. Меркурий-Атлас-1 стартовал 29 июля 1960 в 13:13 UTC, со Стартовой площадки 14 с Базы ВВС США на мысе Канаверал, Флорида. NSSDC_ID - Mercury Atlas 1 
Основная задача полета — испытание способности космического корабля противостоять температурно-критическим условиям при возвращении в ситуации аварийного прекращения миссии и способности РН Атлас-D выполнять надлежащие условия полета. 
После 58.5 секунд полета на высоте 9,1 км ракета Атлас и космический корабль МА-1 были разрушены взрывом над акваторией океана. Ни одна из основных целей испытательного полета не были достигнуты. Цель миссии состояла в том, чтобы проверить работоспособность космического корабля и термозащитного слоя (нанесенного на кормовую часть корпуса) при возвращении, из-за отказа ДУ и оценить работу "разомкнутого контура" автоматики ощущения аварийного прекращения работы РН Атласа. Космический корабль не содержал системы аварийного спасения - был беспилотным. Стандарт posigrade ракеты использовался, чтобы отделить космический корабль от Атласа, но пиропатроны были макетами. Полет был прерван из-за структурного отказа адаптера ракеты-носителя. Космический корабль разрушился при ударе о воду, потому что парашютная система не была разработана.
Позже большинство частей космического корабля, двигатели ракеты-носителя и клапан вентиляции бака жидкого кислорода были подняты со дна океана. Так как ни одна из основных целей полета не была достигнута, был запланирован полет Меркурий-Атлас-2 (МА-2) , как повторение миссии